# 1906
1906 (MCMVI) fue un año común comenzado en lunes según el calendario gregoriano.

## Acontecimientos

### Enero
- En Ecuador, el expresidente Eloy Alfaro vuelve a tomar el poder.
- 12 de enero: en Irán, el monarca Mozaffareddín Shah Qayar cede ante las protestas, destituye a su primer ministro y ordena la constitución de una «casa de justicia».
- 31 de enero: Se registra un fuerte terremoto de 8,8 frente a las costas de Ecuador que provoca un destructivo tsunami que deja 1.500 víctimas.

### Febrero
- 3 de febrero: el gobierno japonés proyecta incrementar el tonelaje de su marina de 240 000 a 400 000 toneladas durante el ejercicio presupuestario 1907-1908.
- 4 de febrero: en Cádiz (España), la policía detiene (por carecer de la completa documentación) a 21 jornaleros andaluces que se disponían a emigrar a América. La situación de miseria se agrava día a día en este país.
- 7 de febrero: 
  - En San Sebastián se celebra la ceremonia de conversión al catolicismo de la princesa Victoria Eugenia de Battenberg.
  - En Finlandia, el Gobierno decide dar derecho de voto a los hombres y mujeres mayores de 24 años, excluyendo a los disminuidos y a los no inscritos en las listas de impuestos.
- 9 de febrero: en Andalucía (España) aumenta el hambre entre los braceros del campo.
- 10 de febrero: en Gran Bretaña es botado el Dreadnought, que sería el mayor acorazado del mundo.
- 11 de febrero: en Jaén, una plaga de pulgón devasta los olivos.
- 15 de febrero: en Fiume (Austria-Hungría) se sublevan los obreros y marineros del puerto.
- 17 de febrero: en Roma, en una encíclica dirigida al clero y al pueblo francés, el papa Pío X critica con vehemencia la ley de separación entre la iglesia y el estado.
- 18 de febrero: en Illescas (Toledo, España) un globo tripulado por tres hombres y una mujer aterriza tras un viaje desde Madrid en tres horas y cuarto.

### Marzo
- 2 de marzo: en La Coruña, España, se funda el Real Club Deportivo de La Coruña.
- 3 de marzo: 
  - Comienza el derribo de las murallas de Cádiz (España), con el fin de paliar la crisis obrera.
  - En Alemania, Albert Hoffa, un pionero de la moderna ortopedia, promociona las residencias de lisiados para niños minusválidos.
- 10 de marzo: en Francia acontece la catástrofe de Courrières, la peor tragedia minera de Europa. Mueren 1099 obreros.
- 12 de marzo: Tras la muerte de Manuel Quintana, José Figueroa Alcorta asume la presidencia de Argentina.
- 17 de marzo: en Taiwán se registra un fuerte terremoto de 6,8 que deja un saldo de más de 1.200 muertos.

### Abril
- 1 de abril: 
  - En Mendoza, Argentina, los trabajadores del Ferrocarril Trasandino fundan el Club Deportivo Trasandino de Los Andes.
  - En la provincia de Niigata (Japón) se crea el municipio de Nagaoka.
- 2 de abril: 
  - En la actual Alemania, el Parlamento prusiano modifica el sistema electoral de 1849.
  - En España, Jesús Fernández Duro (1878-1906) se embarca en el globo Huracán con el propósito de atravesar el Mediterráneo.
- 6 de abril: en Estados Unidos se estrena Humorous phases of funny faces, el primer cortometraje de dibujos animados.
- 7 de abril: 
  - En Italia, el Vesubio entra en erupción y devasta Nápoles.
  - En Algeciras, los representantes de España, Alemania, Francia e Inglaterra firman el Acta de Algeciras, por la que España adquiere obligaciones para ejercer un protectorado en Marruecos.
  - En Santander se funda la Real Sociedad de Tenis de La Magdalena.
- 18 de abril: en la ciudad de San Francisco (California) se registra un fuerte terremoto de 7,9 que deja alrededor de 3.000 muertos y desata devastadores incendios que duran varios días.
- 20 de abril: en la ciudad de Quito (capital de Ecuador) sucede el «prodigio de la Dolorosa»: 36 niños y dos adultos que cenaban en el internado San Gabriel dicen haber visto que la Virgen parpadeó durante quince minutos.
- 27 de abril: en Fregenal de la Sierra (Badajoz) es Coronada Canónicamente la Virgen de los Remedios, patrona de la ciudad.

### Mayo
- 8 de mayo: en Guadalajara, Jalisco se funda el club de fútbol Guadalajara.
- 25 de mayo: en Buenos Aires se funda el club de fútbol Defensores de Belgrano.
- 31 de mayo: en España se casa Alfonso XIII con Victoria Eugenia de Battenberg

### Junio
- 6 de junio: en escocia se bota El RMS Lusitania
- 27 de junio: Un terremoto de 5,2 sacude la ciudad galesa de Swansea.
- 30 de junio en los Estados Unidos se decreta la Ley de Pureza de los alimentos y las Drogas.

### Julio
- 1 de julio: En el estado de Sonora en México estalla la huelga de Cananea.
- 14 de julio: En Filipinas (invadida por Estados Unidos) el presidente Macario Sakay (35) y sus guerrilleros se entregan, aceptando la amnistía prometida por el «gobernador» estadounidense. Serán ahorcados el año siguiente.
- 17 de julio: En la provincia de Buenos Aires en Argentina, fallece el abogado, retratista, periodista, traductor público y político argentino Carlos Pellegrini
- 18 de julio: En Egipto estallan disturbios tras la ejecución de los responsables de la muerte de un oficial británico. Gran Bretaña refuerza su presencia militar en el país.

### Agosto
- 4 de agosto: cerca de Cabo de Palos (España) mueren ahogadas más de doscientas personas en el naufragio del Sirio.
- 5 de agosto: Revolución constitucional iraní: el sah Qayar Mozaffareddín cede ante las protestas y firma el firmán por el que se ordena la creación de la Asamblea Consultiva Islámica, transformando el régimen persa en monarquía constitucional.
- 16 de agosto: en las islas Aleutianas se registra un fuerte terremoto de 8,3.
- 16 de agosto: en Valparaíso, Chile, un terremoto de 8,2 destruye la mayoría de la ciudad, dejando un saldo de 3.800 muertos.

### Septiembre
- 8 de septiembre: en la localidad de Carcarañá (Argentina), se funda el Club Atlético Carcarañá, también conocido como Cremería.
- 18 de septiembre: En Chile, toma de asunción del presidente, Pedro Elías Montt Montt.
- 20 de septiembre: en El astillero de swan hunter en wallsend,se boto El RMS Mauretania
- 24 de septiembre: en Wyoming, se considera a la Torre del Diablo como monumento nacional estadounidense.
- 30 de septiembre: en Galicia se forma la Real Academia Galega.

### Octubre
- 5 de octubre: en la provincia de Buenos Aires (Argentina) se funda la aldea de Darregueira.
- 18 de octubre: la isla de Cuba es azotada por un violento huracán.
- 20 de octubre en Rosario se funda el Club Atlético Central Córdoba (Rosario) por un grupo de Ferroviarios
- 21 de octubre: en la Universidad de Chile (FECh) se crea la Federación de Estudiantes, una de las más antiguas asociaciones estudiantiles de Latinoamérica.
- En octubre, en Irán, la Asamblea Consultiva Islámica se autoproclama Asamblea Constituyente.

### Noviembre
- 12 de noviembre: en París (Francia), el aviador brasileño Alberto Santos Dumont aterriza tras el primer vuelo público de un aeroplano.
- 19 de noviembre: en Montevideo (Uruguay) es realizado el viaje inaugural del primer servicio de tranvías eléctricos en la ciudad, por parte de la Sociedad Comercial de Montevideo. Con esto, comienza operar el sistema de transporte eléctrico en la capital uruguaya (este culminaría en 1992 con los trolebuses).
- 29 de noviembre: en Italia se funda la compañía de automóviles Lancia.

### Diciembre
- 3 de diciembre: En Turín, Italia, se funda el Torino Football Club.
- 6 de diciembre: en Perú se crea del distrito de Chimbote.
- 23 de diciembre: Un terremoto de 8,3 sacude el condado chino de Manas, dejando 300 fallecidos y 1000 heridos.
- 31 de diciembre: en Irán, el monarca Mozaffaroddín Shah Qayar firma una constitución diseñada sobre el modelo de la de Bélgica.

## Nacimientos

### Enero
- 5 de enero: Kathleen Kenyon, arqueóloga británica (f. 1978).
- 7 de enero: Pablo Palacio, escritor y abogado ecuatoriano (f. 1947).
- 9 de enero: Óscar Domínguez, pintor surrealista canario (f. 1957).
- 11 de enero: Albert Hofmann, químico suizo (f. 2008).
- 12 de enero: Emmanuel Lévinas, filósofo y escritor lituano nacionalizado francés (f. 1995).
- 20 de enero: Juan Manuel Frutos Pane, poeta, autor teatral, periodista, y ensayista paraguayo. (f. 1990).
- 25 de enero: Pablo Palacio, escritor y abogado ecuatoriano. (f. 1947).
- 31 de enero: Rosa Castro (Lucille Méndez), actriz venezolana (f. 2007).

### Febrero
- 2 de febrero: Puyi, aristócrata chino-manchú, emperador entre 1908 y 1912 (f. 1967).
- 4 de febrero: Dietrich Bonhoeffer, religioso y teólogo protestante alemán (f. 1945).
- 5 de febrero: John Carradine, actor estadounidense (f. 1988).
- 8 de febrero: 
  - Pablo Palitos, actor argentino de origen español (f. 1989).
  - Chester Carlson, inventor de la Xerografía (f. 1968).
  - José Antonio Velásquez, pintor, escultor, fotógrafo, comerciante y político hondureño (f. 1983).
- 17 de febrero: Hans Asperger, pediatra austríaco conocido por el síndrome de Asperger

### Marzo
- 3 de marzo: Artur Lundkvist, escritor sueco (f. 1991).
- 6 de marzo: Lou Costello, actor estadounidense (f. 1959).
- 7 de marzo: 
  - Ramón Carrillo, político argentino (f. 1956).
  - Alejandro García Caturla, compositor cubano (f. 1940).
- 9 de marzo: David Smith, escultor estadounidense (f. 1965).
- 15 de marzo: Aristóteles Onassis, armador griego (f. 1975).
- 16 de marzo: Francisco Ayala, escritor español (f. 2009).
- 19 de marzo: Adolf Eichmann, líder nazi alemán (f. 1962).

### Abril
- 1 de abril: Samuel Beckett, escritor irlandés, premio nobel de literatura en 1969 (f. 1989).
- 7 de abril: Hans Möser, oficial alemán nazi de las SS (f. 1948).
- 9 de abril: 
  - Rafaela Aparicio, actriz española (f. 1996).
  - Antal Doráti, director de orquesta estadounidense de origen húngaro (f. 1988).
  - Victor Vasarely, pintor húngaro (f. 1997).
- 24 de abril: Juan Oropeza Riera, abogado, escritor, diplomático y docente venezolano (f. 1971).
- 29 de abril: Pedro Vargas, cantante mexicano (f. 1989).

### Mayo
- 4 de mayo: Leopoldo Montes de Oca, médico y académico argentino (n. 1834).
- 8 de mayo: 
  - John Huston, cineasta estadounidense (f. 1987).
  - Roberto Rossellini, cineasta italiano (f. 1977).
- 16 de mayo: Arturo Uslar Pietri, escritor venezolano (f. 2001).
- 26 de mayo: Mauri Rose, piloto estadounidense de automovilismo (f. 1981).
- 29 de mayo: Terence Hanbury White, escritor británico (f. 1964).

### Junio
- 6 de junio: Joséphine Baker, actriz y cantante francesa de origen estadounidense (f. 1975).
- 9 de junio: Robert Klark Graham, eugenicista y empresario estadounidense (f. 1997).
- 10 de junio: Jorge Icaza, novelista ecuatoriano (f. 1978).
- 12 de junio: Sandro Penna, escritor italiano (f. 1977).
- 15 de junio: Léon Degrelle, militar y político belga (f. 1994).
- 19 de junio: Ernst Boris Chain, bioquímico británico (f. 1979).
- 22 de junio: Billy Wilder, cineasta estadounidense (f. 2002).
- 28 de junio: Maria Goeppert-Mayer, física estadounidense de origen alemán, premio nobel de física en 1963 (f. 1972).

### Julio
- 1 de julio: Estée Lauder, empresaria estadounidense (f. 2004).
- 18 de julio: Clifford Odets, dramaturgo estadounidense (f. 1963).
- 18 de julio: Fausto Padín, actor argentino de cine, teatro y televisión (f. 1975).[1]

### Agosto
- 1 de agosto: William Keith Chambers Guthrie, filólogo clásico escocés (f. 1981).
- 5 de agosto: Wassily Leontief, economista estadounidense de origen ruso (f. 1999).
- 7 de agosto: Nelson Goodman, filósofo estadounidense (f. 1998).
- 8 de agosto: Walter Pintos Risso, arquitecto uruguayo (f. 2003).
- 20 de agosto: José María Rosa, historiador argentino (f. 1991).
- 21 de agosto: 
  - Friz Freleng, caricaturista, director y productor estadounidense (f. 1995).
  - Braulio Aurelio Moyano, neurobiólogo argentino (f. 1959) (f. 1957).
- 27 de agosto : Ed Gein, asesino y ladrón de tumbas estadounidense. (f. 1984)
- 28 de agosto: John Betjeman, escritor y poeta inglés (f. 1984).
- 31 de agosto: Raymond Sommer, piloto de automovilismo francés (f. 1950).

### Septiembre
- 1 de septiembre: 
  - Eleanor Burford Hibbert, escritora británica (f. 1993).
  - Joaquín Balaguer, presidente dominicano (f. 2002).
- 6 de septiembre: Luis Federico Leloir, médico y bioquímico argentino de origen francés, premio nobel de química en 1970 (f. 1987).
- 15 de septiembre: Jacques Becker, cineasta francés (f. 1960).
- 16 de septiembre: Serafín Quiteño, poeta y periodista salvadoreño (f. 1987).
- 25 de septiembre: 
  - Dmitri Shostakóvich, compositor ruso (f. 1975).
  - don Pepe Figueres Ferrer, político costarricense, presidente en tres oportunidades (1948-1949, 1953-1958 y 1970-1974) (f. 1990).

### Octubre
- 4 de octubre: Eitel Cantoni, piloto uruguayo de automovilismo (f. 1997).
- 9 de octubre: Léopold Senghor, poeta y estadista senegalés (f. 2001).
- 16 de octubre: Dino Buzzati, escritor y periodista italiano (f. 1972).
- 22 de octubre: Aurelio Baldor, matemático cubano. Reconocido por su libro "Álgebra" (f. 1978).
- 28 de octubre: Ramón Rubial Cavia, político español (f. 1999).
- 30 de octubre: 
  - Giuseppe Farina, piloto italiano de Fórmula 1 (f. 1966).
  - Andréi Tíjonov, matemático ruso (f. 1993).

### Noviembre
- 2 de noviembre: Luchino Visconti, cineasta italiano (f. 1976).
- 4 de noviembre: Ornella Puliti Santoliquido, pianista italiana (f. 1977).
- 9 de noviembre: 
  - Concha Peña Pastor, escritora y política española (f. 1960).
  - Gordon Stewart Northcott, asesino en serie estadounidense (f. 1930).
- 10 de noviembre: Gregorio Fraile, científico y ensayista español (f. 1996).
- 24 de noviembre: Conrad Hansen, pianista alemán (f. 2002).
- 23 de noviembre: Karl Otto Paetel, periodista alemán.[2]
- 26 de noviembre: Richard Acland, político británico (f. 1990).
- 30 de noviembre: 
  - John Dickson Carr, escritor estadounidense (f. 1977).
  - Andrés Henestrosa, escritor, político e historiador mexicano (f. 2008).

### Diciembre
- 3 de diciembre: Luis Felipe Letelier, abogado, profesor, empresario y político chileno (f. 1993).
- 5 de diciembre: Otto Preminger, cineasta austriaco-estadounidense (f. 1986).
- 12 de diciembre: Ludwig Suthaus, tenor alemán (f. 1971).
- 13 de diciembre: Concha Piquer, cantante y actriz española (f. 1990).
- 17 de diciembre: Enzo Domestico Kabregu, pintor italo-uruguayo (f. 1971).
- 19 de diciembre: Leonid Brézhnev, político soviético, según el calendario juliano, en el gregoriano corresponde al 1 de enero de 1907 (f. 1982).
- 24 de diciembre: Franz Waxman, compositor alemán (f. 1967).
- 26 de diciembre: Imperio Argentina, cantante y actriz española (f. 2003).
- 30 de diciembre: Carol Reed, director y productor de cine británico (f. 1976).

### Sin fecha exacta conocida
- Amelia Mirel (Amelia Ruggero), actriz, vedette y cantante argentina (f. 1987).

## Fallecimientos
- 19 de enero: Bartolomé Mitre, militar y presidente argentino entre 1862 y 1868 (n. 1821).
- 29 de enero: Cristián IX (87 años), rey danés entre 1863 y 1906 (n. 1818).
- 13 de febrero: Albert Gottschalk, pintor danés (n. 1866).
- 1 de marzo: José María de Pereda, novelista costumbrista español, en Santander (n. 1833).
- 12 de marzo: Manuel Quintana, abogado, político y estadista argentino (n. 1835).
- 19 de abril: Pierre Curie, químico francés (n. 1859).
- 23 de mayo: Henrik Ibsen, dramaturgo noruego (n. 1828).
- 5 de junio: Eduard von Hartmann, filósofo alemán (n. 1842).
- 5 de junio: Édouard Piette (79 años), arqueólogo francés (n. 1827).
- 17 de julio: Carlos Pellegrini, abogado y presidente argentino entre 1890 y 1892 (n. 1846).
- 19 de julio: Walter Buller, naturalista y ornitólogo neozelandés (n. 1838).
- 16 de agosto: Isidoro de María, historiador y periodista uruguayo (n. 1815).
- 4 de septiembre: Valentín Lamas Carvajal, poeta y periodista español en lengua gallega (n. 1849).
- 22 de octubre: Paul Cézanne, pintor francés (n. 1839).
- 7 de diciembre: Élie Ducommun, escritora y editora suiza, Premio Nobel de la Paz en 1902 (n. 1833).

### Fecha desconocida
- Fernando Segundo Brieva Salvatierra, historiador y traductor español (n. 1845).
- Blas Causera Carrión, latinista y teólogo español (n. 1840).
- Ralph T. H. Griffith, indólogo británico (n. 1826).

## Arte y literatura
- Arthur Conan Doyle, Sir Nigel
- John Galsworthy, El propietario
- Mijaíl Kuzmín, Alas
- Natsume Sōseki, Botchan
- Upton Sinclair, La Jungla
- Jack London, Colmillo Blanco
- Selma Lagerlöf, El maravilloso viaje de Nils Holgersson
- Rudyard Kipling, Puck de la colina de Pook

## Cine
- Las consecuencias del feminismo, (de la cineasta Alice Guy). Película muda en blanco y negro producida por la Société des Etablissements L. Gaumont.

## Ciencia y tecnología
- En Estados Unidos se realiza la primera emisión radiofónica.
- En Buenos Aires Cristofredo Jakob, neurobiólogo alemán naturalizado argentino, presenta los primeros modelos de la actividad de la corteza cerebral como productora de formas de interferencia, tipo "moire", por superposición de ondas estacionarias de impulsos nerviosos en resonancia eléctrica que se mantienen circulando a través de microcircuitos neuronales. Desde los años sesenta se los conoce como modelo holográfico-holofónico de la función cerebral superior.
- Lee de Forest inventa el triodo, dando inicio a la electrónica.

## Premios Nobel
- Física: Joseph John Thomson.[3]
- Química: Henri Moissan.[3]
- Medicina: Camillo Golgi y Santiago Ramón y Cajal.[3]
- Literatura: Giosuè Carducci.[3]
- Paz: Theodore Roosevelt.[3]